# 城市故事
《城市故事》（英語：City Japes）是香港電視廣播有限公司製作的時裝處境喜劇，全劇共455集，由梁材遠監製，主要演員包括溫兆倫、郭晉安、何美婷、劉淑華等，於1986年7月14日在翡翠台首次播出。

## 製作與播出
《城市故事》為單元式處境喜劇，藉一群富有特色及代表性的人物，刻劃出香港社會裡人與人之間的微妙關係。這部劇緊接《香港八一至香港八六系列》播出，從1986年7月14日至1988年4月8日為止，初期由周一至周五晚上8時至8時30分播出，但後期播出的時間改為周一、三、五晚上8時15分至8時45分，1987年3月7日開始，增加星期六及日晚上8時15分至8時45分時段播出，其後曾於1990年至1991年間下午3時15分重播，及於2017年5月25日開始在myTV SUPER經典台重播。

## 劇情大綱
故事發生於沙田好運中心，劇中名為城門花園。在屋苑的某幢大廈，有三戶人家：18樓A座住著許家五口；而同一大廈17樓有兩個單位，一戶是C座梁氏夫妻，另一個是蘇家。三個家庭，在相互接觸和衝突下，刻画出1980年代香港人的心态。

## 演員與角色

### 許氏一家
| 演員   | 角色   | 昵称/關係                                                                             |
| ------ | ------ | ------------------------------------------------------------------------------------- |
| 曾近榮 | 許潤   | 潤叔                                                                                  |
| 丁 茵  | 許太   | 阿梅                                                                                  |
| 溫兆倫 | 許志立 | Stanley、大哥 小時候被表妹稱呼作「大頭B」。                                           |
| 劉淑華 | 許菁怡 | Shirley、二妹                                                                         |
| 梁思浩 | 許志華 | Tony、三弟、綽號「洗米華」                                                            |
| 何美婷 | 吳詠欣 | Winnie、表妹 稱呼許太作「表姨媽」。後來與志立成為同事，兼且相戀結婚，成為許家的大嫂。 |

### 梁氏夫妻
| 演員   | 角色                                | 昵称/關係                                          |
| ------ | ----------------------------------- | -------------------------------------------------- |
| 郭晉安 | 梁偉光（在323集最後一幕分飾丁一凡） | 阿光                                               |
| 唐麗球 | 美琪                                | 琪琪、Suzanne 梁偉光的妻子，後期同丈夫移民到加拿大 |

### 蘇氏一家
| 演員   | 角色   | 昵称／關係                  |
| ------ | ------ | --------------------------- |
| 譚炳文 | 蘇義   | 大哥 後期出場               |
| 何偉龍 | 蘇忠   | 二哥、二佬 忠誠地產公司老闆 |
| 彭健新 | 蘇孝   | 三哥                        |
| 吳茜薇 | 蘇凱雯 | 蚊豬、四妹 歌藝差勁         |
| 陳麗斯 | 梁明珠 | 蘇忠太太                    |

祥哥一家
- 吳孟達 飾 祥哥（阿梅遠房親戚）
- 鄭少萍 飾 陳秋玉（祥嫂）
- 江明暉 飾 興（祥哥祥嫂兒子）
- 楊啟芳 飾 麗（祥哥祥嫂女兒）

### 天龍貿易公司
- 梁健平 飾 Sam
- 許紹雄 飾 Ronald, 接替Stephen出任天龍公司香港區經理, 於最後一集被調往外國，由許志立接任其職
- 呂有慧 飾 林佩芝經理，後調貨倉部，已離職
- 羅青浩 飾 郭通天 (Victor)
- 曾慧雲 飾 Mary
- 陳玉麟 飾 Betty
- 談泉慶 飾 Stephen, 首任天龍公司香港區經理
- 夏　萍 飾 清潔女工三嬸
- 歐陽震華 飾 劉大偉, 會計部副主任, 虧空20萬後離去
- 紀保羅 飾 鄧先生, 天龍總公司高層, Stephen 及 Ronald 上司

### 其他演員
- 冼灝英 飾 許菁怡同事
- 羅嘉良 飾 羅偉文（Johnson，許菁怡前男友）
- 林俊賢 飾 Ken（追求Winnie，後與Kenis相戀）
- 陳雅倫 飾 Kenis（許志立前女友，後與Ken相戀）
- 張英才 飾 Kenis父親
- 歐陽德勛 飾 高建明（洗米華的高才生同學）
- 林漪娸 飾 高建明家姐
- 陳珮珊 飾 Daisy
- 陳有后 飾 梁偉光父親
- 黎少芳 飾 梁偉光母親
- 羅國維 飾 琪琪父親
- 蘇杏璇 飾 琪琪母親（後期易角由上官玉演出）
- 陳立品
- 梁　愛 飾 城門花園業主會主席梁師奶（Nancy）
- 秦　沛 飾 吳詠欣父親
- 李琳琳 飾 吳詠欣母親
- 吳啟華 飾 吳詠欣短暫情人
- 吳國敬
- 黎　明 飾 John（許菁怡的朋友）
- 陶大宇 分飾 桌球室老闆 / Billy
- 鄧萃雯 飾 電台 DJ
- 林韋辰 飾 電視台職員
- 李成昌 分飾 歌唱學員 / 公司主任
- 韋以茵 分飾 歌唱老師 / 裝修佬妻子
- 蕭　笙 飾 電視台監製
- 南　紅 飾 歌唱老師
- 嚴秋華 飾 釋囚
- 劉　丹 飾 許菁怡中學時代的老師
- 羅　蘭 分飾 許菁怡中學時代的老師 / Deric 契媽
- 林珊珊 飾 吳詠欣朋友
- 周海媚 飾 許菁怡中學同學
- 鄧浩光 飾 周海媚老公
- 許志安 飾 蚊豬的短暫情人
- 蘇永康 飾 華仔同學
- 王書麒 飾 華仔同學
- 劉文俊 飾 華仔同學
- 吳瑞庭 飾 華仔同學Frankie
- 區瑞強 飾 Albert
- 仙杜拉 飾 琪琪公司前上司
- 曾　江 飾 商人
- 譚一清 飾 中學校長
- 黎耀祥 分飾 Gordon 唱片公司經理人 / 曲奇朋友
- 陳庭威 飾 尚波 琪琪法國朋友
- 黃一飛  分飾 貿易公司職員 / 士多老闆
- 陳美玲 飾 Carol 王經理
- 關秀媚 飾 曲奇
- 何禮男 分飾 車房東主 / 飛鏢高手
- 駱應鈞 飾 康公子（曾追求許菁怡）
- 吳業光 飾 許菁怡上司
- 薛春煒 飾 保齡球高手
- 林楚麒 飾 Ivy（未婚媽媽）
- 何璧堅 分飾 程天 / 天龍亞太區總栽鄧生
- 關　菁 分飾 程天父親 / 高利貸 / 電視台導演
- 歐偉麟 飾 Alex 天龍貿易公司副經理（後離職）
- 雷安娜 飾 尚彤（吳詠欣同母異父妹妹）
- 上官玉 分飾 阿梅三家姐蘭 / 琪琪母親（原角色早期由蘇杏璇演出）
- 周美茵 飾 阿梅三家姐蘭女兒（Bobby）
- 曾守明 飾 醫生
- 姚正菁 飾 華仔同學梁小慧
- 韓馬利 飾 游戲節目主持人/Ronald 妻子
- 李海生 飾 大廈保安
- 黃一飛 飾 水喉維修技工
- 周星馳 飾 陳國基（許志立中學同學）
- 吳國敬 飾 明（許志立中學同學）
- 杜德偉 飾 特技演員陳國英（英哥）
- 梁葆貞 飾 英哥母親
- 劉碧儀 飾 英哥女朋友 Ada
- 麥景婷 飾 藝員
- 麥皓為 分飾 電影演員 / 商人 / 許菁怡上司
- 文佩玲 飾 Joe（許菁怡女性友人）
- 冼寶華 飾 Ming（Johnson未婚妻）
- 孫季卿 飾 老黃（許潤朋友）
- 柳影虹 飾 翠姐（許家短暫鐘點女傭）
- 李揚道 飾 成（忠誠地產裝修公司職員 / 梁明珠親戚）
- 鄭伊健 飾 酒樓侍應
- 凌禮文 分飾 桌球室經理 / 律師
- 林美君 飾 Nancy
- 蕭　亮 飾 Paul Yu（Mary短暫情人）
- 陳安瑩 飾 Amy（華仔同學）
- 蘇　珊 飾 Irene（天龍經理，被Ronald趕走）
- 王綺琴 飾 Maggie（興仔女朋友）
- 林偉健 飾 興仔（蘇孝朋友）
- 王維德 飾 Maggie 朋友
- 張鳳妮 飾 施小姐 Venus
- 關禮傑 飾 Deric (許菁怡男友)
- 廖麗麗 分飾 賣花小販 / Ronald 工人
- 伊　雷 飾 程生（查理，曲奇叔父）
- 傅振榮 飾 聲
- 高妙思 飾 溫太
- 白　茵 飾 Deric 母親
- 鮑　方 飾 Deric 父親
- 郭富城 飾 華仔同學
- 陳嘉賢 飾 查理秘書 Connie
- 張蓀薇 飾 敏
- 余慕蓮 分飾 梁偉光親戚 / 遊戲節目觀眾
- 馮瑞珍 飾 梁偉光親戚
- 楊小揚 飾 John
- 楊菁菁 飾 劉大偉太太
- 何貴林 飾 Peter
- 關海山 飾 羅坤（演員）
- 林　利 飾 強
- 梅小惠 飾 瑩（強妻）
- 崔嘉寶 飾 May
- 鄭艷鳳 飾 婷
- 焦　雄 飾 電影公司投資者
- 陳中堅 飾 電影公司老闆
- 溫碧霞 飾 曉彤
- 韓毓霞 飾 電視台主持
- 俞　明 飾 大伯公（阿梅親戚）
- 歐陽莎菲 飾 大伯婆
- 李中寧 飾 遊戲節目觀眾
- 曾健明 飾 醫生
- 李家聲 飾 華仔同學
- 黃澤鋒 飾 華仔同學
- 陳錦鴻 飾 城門花園住客
- 戴志偉 飾 John
- 劉兆銘 飾 何先生
- 邵仲衡 飾 何公子（何先生兒子）
- 余綺霞 飾 Mandy
- 吳岱融 飾 高明（Mandy情人）
- 鄭君綿 飾 馮伯 (前天龍公司經理Stephen父親)
- 戴志偉 飾 達昌貿易公司股東

## 電視廣告演出
由於本劇廣受歡迎，因此劇中演員受到不少廣告商青睞，並套用劇中角色人物關係代言，當中包括：
- 珍珍薯片：由溫兆倫、何美婷、梁思浩出演。
- 雙羊百搭米：由溫兆倫、何美婷出演。
- 獅王潔面乳：由劉淑華、梁思浩出演。
- 世嘉電視遊戲機（SEGA Master System）：由曾近榮、梁思浩出演。
- 頂好牌花生醬：由何美婷、羅青浩出演。

## 軼事
劇集播放完畢後，直到今天梁思浩的綽號仍然是「洗米華」。

## 電視節目的變遷
| 英屬香港 無綫電視翡翠台 星期一至五 20:00－20:30        | 英屬香港 無綫電視翡翠台 星期一至五 20:00－20:30 | 英屬香港 無綫電視翡翠台 星期一至五 20:00－20:30 |
| ------------------------------------------------------ | ----------------------------------------------- | ----------------------------------------------- |
|                                                        | 城市故事 （1986年7月14日－1988年4月8日）        |                                                 |
| 香港八一至香港八六系列 （1981年6月8日－1986年7月11日） | 都市方程式 （1988年4月11日－1988年12月2日）     |                                                 |

| 加拿大 新時代電視1台 星期一至五 13:55-14:20 | 加拿大 新時代電視1台 星期一至五 13:55-14:20             | 加拿大 新時代電視1台 星期一至五 13:55-14:20 |
| ------------------------------------------- | ------------------------------------------------------- | ------------------------------------------- |
|                                             | 城市故事 （2017年6月6日－2019年1月29日）                |                                             |
| 季節 （2016年8月31日－2017年6月5日）        | 香港八一至香港八六系列 （2019年1月30日－2024年1月31日） |                                             |